# British Racing Partnership
Pour les articles homonymes, voir BRP.
Le British Racing Partnership (BRP) était une écurie britannique de Formule 1, en activité entre les saisons 1959 et 1964.

## Historique
Le British Racing Racing Partnership est créé en 1958 par Alfred Moss et Ken Gregory, le père et le manager de Stirling Moss, alors considéré comme le meilleur pilote du moment. À l’origine, l’équipe a vocation à s’engager dans les épreuves de Formule 2 et en 1958, au volant de la Cooper-Climax F2 du BRP, on retrouve notamment le grand espoir Stuart Lewis-Evans.
En 1959, le programme F2 se poursuit mais à mi-saison, Alfred Moss et Ken Gregory achètent une BRM afin de permettre à Stirling Moss, qui a claqué la porte du Rob Walker Racing Team, de poursuivre sa saison de Formule 1. La première apparition du BRP en F1 a lieu à l’occasion du Grand Prix de France à Reims : auteur d’une prestation de qualité au volant d’une voiture peu performante, Moss a le podium en vue avant de partir à la faute. Lors de l’épreuve suivante, disputée à Aintree dans le cadre du GP de Grande-Bretagne, il parvient à décrocher la deuxième place. Ce seront les deux seules apparitions chez BRP de Stirling (du moins dans le cadre du championnat du monde puisque trois ans plus tard, c’est au volant d’une Lotus 18 engagée par le BRP qu’il sera victime dans une épreuve hors-championnat à Goodwood du grave accident qui mettra un terme à sa carrière) qui dès la course suivante retourne dans l’écurie de Rob Walker. Au GP d’Allemagne, pour la dernière apparition de l’année du BRP en F1, c’est le local Hans Herrmann qui prend le volant de la voiture.
En 1960, le BRP (officiellement dénommé Yeoman Credit Racing Team) s’engage à nouveau sur le front de la F1 et de la F2, cette fois avec des Cooper. Malgré la présence de pilotes de haut niveau (notamment Tony Brooks et Olivier Gendebien), les résultats ne répondent pas à l'attente de leur sponsor ; qui plus est, l’écurie est endeuillée par les morts de Harry Schell lors de l'International Trophy de Silverstone et de l'espoir Chris Bristow à Spa-Francorchamps. En 1961, le BRP (qui a pris le nom de UDT-Laystall Racing Team, son principal sponsor) se porte acquéreur de Lotus 18. L’expérience est renouvelée en 1962 avec des Lotus 24, mais malgré le renfort de Innes Ireland, limogé fin 1961 du Team Lotus, les résultats peinent à décoller.
En 1963, UDT-Laystall met un terme à son soutien financier et l’écurie retrouve son nom d'origine. Moss et Gregory cherchent à obtenir du Team Lotus la fourniture de la révolutionnaire Lotus 25 monocoque (qui en 1962 a ringardisé toutes les autres voitures, y compris les Lotus 24 « privées ») mais Colin Chapman refuse. Estimant qu’il serait vain de se tourner vers un autre constructeur, le BRP décide alors de devenir constructeur à part entière. La BRP 01 qui voit le jour au cours de la saison 1963 est très inspirée de la Lotus 25 (à cette nuance près qu’elle n’est pas équipée d’un moteur Climax mais d’un bloc BRM). À son volant, Innes Ireland parvient à réaliser plusieurs jolies prestations, hélas rarement récompensées à l’arrivée, si ce n’est par deux quatrièmes places à Zandvoort et à Monza. À noter que l’Américain Jim Hall, l’autre pilote du BRP, effectuera lui toute la saison sur une Lotus 24.
En 1964, le BRP sort la BRP 02, toujours mue par un moteur BRM. Mais Innes Ireland et Trevor Taylor accumulent les ennuis techniques et les sorties de route. Au total, les deux pilotes ne glanent que cinq points (4 pour Ireland, 1 pour Taylor), des résultats insuffisant pour assurer la pérennité financière de l’écurie qui ferme ses portes en fin d’année.

## Résultats en championnat du monde de Formule 1
| Saison | Écurie                     | Châssis              | Moteur                             | Pneus  | Pilotes                                                                                   | Grands Prix disputés | Points inscrits | Classement |
| ------ | -------------------------- | -------------------- | ---------------------------------- | ------ | ----------------------------------------------------------------------------------------- | -------------------- | --------------- | ---------- |
| 1959   | British Racing Partnership | BRM P25 Cooper T51   | BRM 4 en ligne Borgward 4 en ligne | Dunlop | Stirling Moss Hans Herrmann Ivor Bueb Chris Bristow                                       | 3                    | 0               | Non engagé |
| 1960   | Yeoman Credit Racing Team  | Cooper T51           | Climax 4 en ligne                  | Dunlop | Chris Bristow Tony Brooks Olivier Gendebien Henry Taylor Bruce Halford Phil Hill          | 7                    | 21              | Non engagé |
| 1961   | UDT Laystall Racing Team   | Lotus 18 Lotus 18/21 | Climax 4 en ligne                  | Dunlop | Cliff Allison Juan Manuel Bordeu Lucien Bianchi Henry Taylor Bruce Halford Masten Gregory | 6                    | 0               | Non engagé |
| 1962   | UDT Laystall Racing Team   | Lotus 24             | Climax 4 en ligne                  | Dunlop | Innes Ireland Masten Gregory                                                              | 8                    | 3               | Non engagé |
| 1963   | British Racing Partnership | BRP Mk1              | BRM V8                             | Dunlop | Innes Ireland Jim Hall                                                                    | 5                    | 6 (9)           | 6e         |
| 1964   | British Racing Partnership | BRP Mk1 BRP Mk2      | BRM V8                             | Dunlop | Innes Ireland Trevor Taylor                                                               | 8                    | 5               | 7e         |